# Kleine Sülze
Die Kleine Sülze ist ein Bach in Sachsen-Anhalt und wird als Gewässer fünfter Ordnung geführt.
Der Bach entspringt in der Nähe des Dorfes Hohenwarsleben in der Gemeinde Hohe Börde des Landkreises Börde. Die ersten zwei Kilometer führt er nicht ständig Wasser. Die Kleine Sülze fließt nördlich der Bundesautobahn 2 durch die Gemeinde Niedere Börde nach Osten, unterquert die A14 und durchquert Ebendorf (Gemeinde Barleben) in nordöstlicher Richtung. Östlich der Barleber Otto-von-Guericke-Allee mündet der Telzgraben in die Kleine Sülze. Diese fließt weiter durch den Technologiepark Ostfalen, unterquert die Bundesstraße 189 und vereint sich zunächst nahe dem Runden Teich westlich der Rothenseer Straße im Süden Barlebens mit der nach Norden fließenden Große Sülze. Bereits nach etwa 2,0 km trennt sie sich in nordöstlicher Richtung wieder von ihr und mündet schließlich nach weiteren 1,5 km unmittelbar westlich des Barleber Sees I im Magdeburger Stadtteil Barleber See in die Schrote.